# Bohdan Chmelnytsky

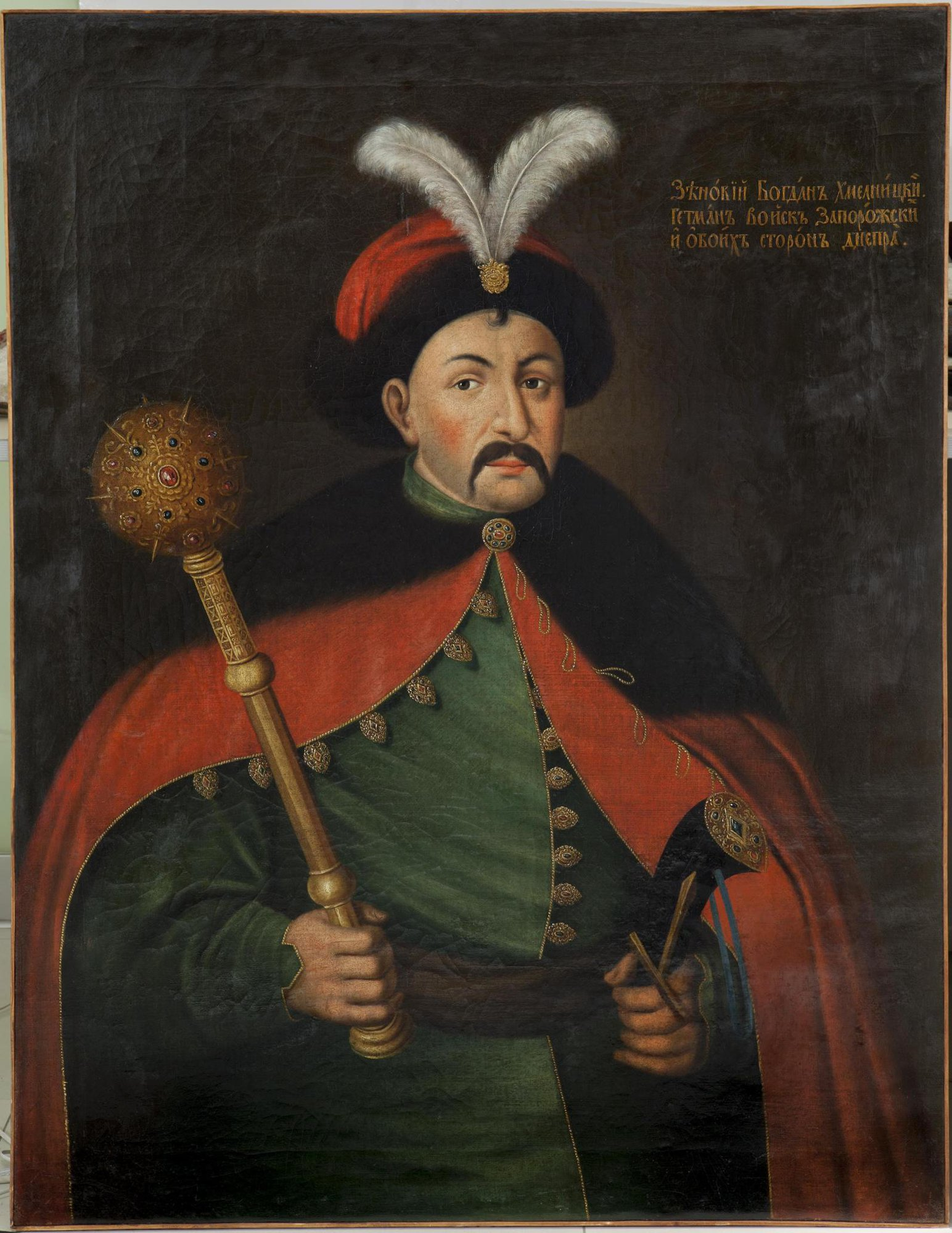
Bohdan Chmelnytsky met de boentsjoek of strijdknots, het symbool van de onafhankelijkheid van de Kozakken.

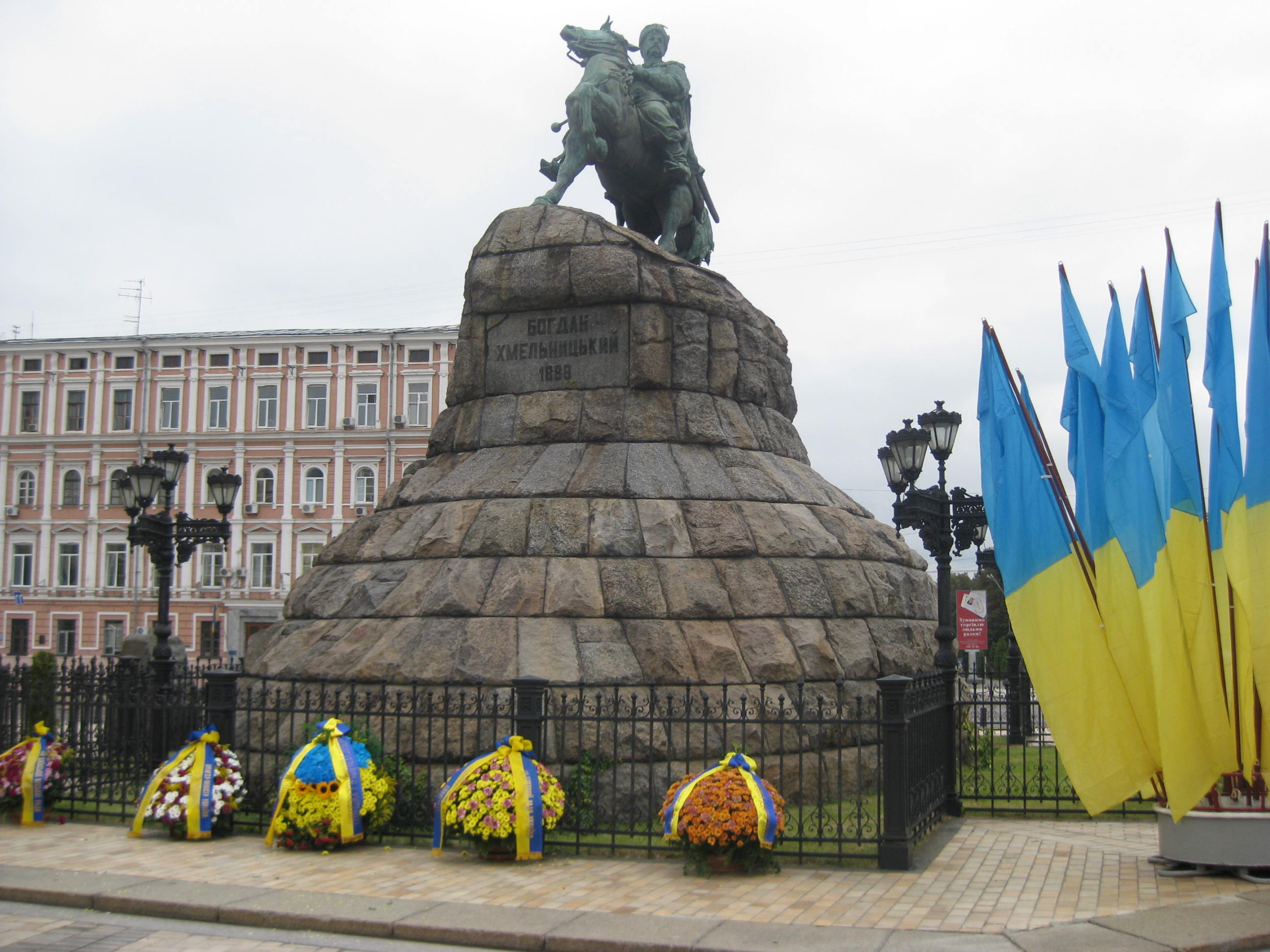
Standbeeld van Bohdan Chmelnytsky in Kiev, gefotografeerd op de Dag van de Onafhankelijkheid in 2009.

Bohdan Zynovi Mychajlovytsj Chmelnytsky (Oekraïens: Богдан Зиновій Михайлович Хмельницький) (verm. Zjovkva, ca. 1595 – Tsjichirin, 6 augustus 1657) was een 17e-eeuws Kozakkenleider. Hij stond aan het hoofd van de gewelddadige Kozakkenopstand van 1648 (de Chmelnytsky-opstand), die gericht was tegen de Poolse adel én tegen de Asjkenazische Joden, waarvan er 56.000 het leven lieten. Dit soort pogroms werd in de twintigste eeuw een algemeen verschijnsel in  Polen en nazi-Duitsland, maar bestond al sinds de middeleeuwen.

## Jeugd en gevangenschap
Chmelnytsky's vader Mykhailo behoorde tot de lage adel, die in het grensgebied woonde tussen de Kozakken alvorens hij tot hun kant overging. Hij was een succesvolle, plaatselijke ambtenaar, die zijn zoon Bohdan liet onderwijzen door de jezuïeten. Terug van school nam Bohdan in 1620 met zijn vader deel aan de campagne tegen de Tataren. Bij de Slag van Tutora kwam zijn vader Mykhailo om het leven en belandde Bohdan Chmelnytsky in de Turkse gevangenis. Hij verbleef er twee jaar tot het zijn moeder lukte hem vrij te krijgen door een losgeld te betalen. Hij leerde er de taal en gewoonten van zijn buren beter kennen. Weer vrij trad hij in de voetsporen van zijn vader als welvarende boer en lid van de Kozakken-elite. Hij werd een 'geregistreerde Kozak' bij de Poolse regering. Die registratie was in het leven geroepen om Kozakken aan de Poolse kroon te binden en tweespalt te veroorzaken tussen geregistreerde en niet-geregistreerde Kozakken. Geregistreerde Kozakken maakten kans op beloningen en verheffing tot de adelstand.
Chmelnytsky werkte samen met de Poolse regering en weigerde deel te nemen aan de Boerenopstand van 1637. Hij zag zichzelf als trouwe dienaar van de Poolse koning. De plaatselijke Poolse regering had echter andere plannen met de Kozakken dan de Poolse koning Wladislaw zelf. De plaatselijke regering wilde na de onderdrukte boerenopstand alle Kozakken terugbrengen tot het niveau van onderdanige gehoorzaamheid. Ook trouwe Kozakken moesten een lesje leren.

## De reden voor de opstand
Verbittering heeft waarschijnlijk een rol gespeeld bij de beslissing van Chmelnytsky om Oekraïne te ontdoen van Poolse en Galicische magnaten en joden. Poolse grondbezitters stelden vaak joodse rentmeesters aan om zoveel mogelijk winst te maken. Boeren werden lijfeigenen.

### Persoonlijke reden
In 1646 eiste de Poolse edelman Daniel Czarplinski, hoofd van de lokale Poolse regering, het landgoed op van de Kozakkenofficier Bohdan Chmelnytsky, pleegde een overval en verbrandde diens huis. Eerder had hij Chmelnytsky's vrouw, met wie hij samenwoonde sinds het overlijden van zijn echtgenote, ontvoerd en tot een huwelijk gedwongen en diens jongste zoon publiekelijk laten geselen. De jongen had een paar dagen later onder de erbarmelijkste pijnen het leven gelaten. Chmelnytsky was binnen een tijdsverloop van twaalf maanden alles kwijtgeraakt. Czarplinki maakte duidelijk dat hij Chmelnytsky wilde laten arresteren op verdenking van verraad. Het was Chmelnytsky duidelijk dat Czarplinski uit was op zijn dood en het uitroeien van zijn hele familie.
Czarplinki's acties pasten in het overheersende Poolse beleid tegenover de Kozakken en hij wist dat hij kon rekenen op de steun van zijn meerderen. Cazarplinksi maakte door dit voorbeeld te stellen aan alle Kozakken duidelijk dat geen enkele Kozak, hoe trouw en smetteloos zijn dienst aan de Poolse kroon ook was geweest, in de ogen van de Poolse regering ook maar enig recht had.
Van het Poolse rechtssysteem verwachtte Chmelnytsky geen heil en hij ontkwam eind 1647 naar de Zaporozje-Kozakken (Kozakken uit Zaporizja, 'voorbij de stroomversnellingen'), van de sitsj (verblijfplaats van 'niet gevestigde' Kozakken, zonder boerenbedrijf). Hij liet zijn achtergebleven kinderen achter bij vrienden. De Kozakken kozen hem tot hetman (hoofdman). Binnen enkele dagen koos het grote garnizoen van geregistreerde Kozakken zijn zijde. Daarmee verdween elke Poolse invloed op de Zaporoziërs. Eind januari 1648 was Chmelnytsky de leider van de sitsj. Chmelnytsky was niet verblind door woede en behield het vermogen de situatie rationeel te overzien. De opstand had een bredere basis nodig. Naast het uitsturen van boodschappers binnen Oekraïne, werden er ook naar de khan van de Krim afgevaardigden gestuurd. Er werd een bondgenootschap met de Krim-Tataren gesloten. In ruil voor steun plaatsten de Kozakken zich onder de bescherming van de khan. In 1648 begon de opstand tegen de Poolse repressie.

## De Opstand
De Polen onderschatten het gevaar van Chmelnytsky's opstand en stuurden 500 Kozakken onder Poolse officieren om Chmelnytsky te arresteren. Aangekomen in de sitsj, muitten de Kozakken, doodden hun officieren en liepen over naar Chmelnytsky. Toen kwamen de geruchten binnen dat Chmelnytsky ook de 'gevestigde Kozakken' en de Krim-Tataren bij de opstand betrok. Nog steeds werd de dreiging onderschat en de Poolse hetman van Oekraïne, Stanislaw "Rewera" Potocki (1579-1667), dacht nu gelegenheid te hebben om de Kozakken opnieuw een bloedig lesje te leren en negeerde het advies van de koning om voorzichtig op te treden. Potocki waarschuwde Chmelnytsky's medestanders, dat ze al hun bezittingen zouden verliezen en vrouwen en kinderen zouden worden neergemaaid. De toon maakte duidelijk dat er harder zou worden opgetreden dan na de opstand van 1637. De Kozakken wisten dat niet meedoen geen garantie bood op veiligheid en de Poolse druk verenigde alle (eerder verbroken) geledingen van de Kozakse gemeenschap.
De voorhoede van het Poolse leger werd vernietigend verslagen door het bondgenootschap van Kozakken en Tataren. De slag bij Korsoen op 26 mei 1648, waarbij de hoofdlegers van beide partijen elkaar ontmoetten, liep voor de Polen uit op een ramp. Ondertussen was de Poolse koning overleden en was de Poolse staat zonder leider. Wat begon als een strafexpeditie werd een strijd om het voortbestaan van de Poolse staat. Gezien het doel van Chmelnytsky, herstel van het persoonlijk geleden onrecht en van de rechten van de Kozakken, zoals die vóór 1637 waren opgesteld, was een kleinere overwinning in plaats van de vernietiging van het Poolse leger, meer gewenst geweest. Uit een brief aan de nu overleden Poolse koning blijkt duidelijk dat Chmelnytsky zich was blijven zien als trouw onderdaan van de kroon. Het resultaat van de slag was spectaculair en onvoorzien. Het Poolse zelfvertrouwen stortte in toen het nieuws van de verloren slag en het overlijden van de koning zich verspreidde. De edelen, die over de provincies voorbij de Dnjepr en ten westen er van tot aan de stad Polannoe regeerden, vluchtten voor hun leven, meldde Rabbi Nathan Hanover. En ook de Joden vreesden voor wat komen ging: 'De harten van de Joden smolten als was voor het vuur, uit angst voor de vijand.'

## Massamoorden
Tientallen jaren van woede en frustratie bij het Oekraïense boerenvolk liepen uit op een van de bloedigste rampen in de Europese geschiedenis. Sociale onrechtvaardigheid, aangevuurd door etnische haat en gelegitimeerd door religie (niettegenstaande de houding van de kerkelijke hiërarchie) deed het vuur ontbranden waar massamoorden op Joden en Polen het resultaat van werden, die tot de Nazi-bezetting van Oekraïne tijdens de Tweede Wereldoorlog hun weerga niet kenden. Steden boden geen veiligheid, want die vielen in handen van boeren-rebellen, samen met Kozakken en stads-paupers. Toen de opstand afnam waren er 56.000 Joden vermoord, waarbij gezocht was naar hun dood onder de meest pijnlijke en vernederende omstandigheden. De Joden bevonden zich in zo'n benarde situatie dat sommigen zich zelfs aan de Tataren aanboden als slaven om in veiligheid te zijn en eventueel later met losgeld te worden vrijgekocht.

## Vader van de natie
Het was door de etnische massamoorden en de sociale revolutie voor Chmelnytsky onmogelijk geworden terug te keren tot de status quo ante, waarop hij eerder had gehoopt door een oplossing met Polen. De Polen verzamelden in de zomer een nieuw leger, maar toen de twee legers op 2 september 1648 bij Pytliavtsi tegenover elkaar stonden werd het gerucht verspreid dat een groot Tataars leger zich met de Kozakken had verbonden en het Poolse leger vluchtte in paniek. De verloren slag markeerde het moment, waarop Oekraïne niet langer onder de Poolse regering, maar onder die van de Kozakken viel. In negen maanden was Chmelnytsky opgeklommen van een opgejaagde, arme vluchteling tot heer en meester van Oekraïne. Hij was een nationale figuur geworden en had de verschillende elementen van de opstand in zijn persoon verenigd, zelfs als een groot deel dat in zijn naam was uitgevoerd hem tegenstond. De vernietiging van de autoriteit van de adel en hun bezit aan landerijen stuitte hem met name tegen de borst, want hij was een aanhanger van 'sociale hiërarchie en orde'. Chmelnytsky was een conservatief en had een onverholen afkeer van boeren-revoluties. Doordat hij helemaal niet de wens had de sociale orde omver te werpen, won hij de steun van de Orthodoxe adel. Hij zag in dat hij niet in staat was een opstand een halt toe te roepen als die eenmaal was begonnen. Poolse overleggers merkten op dat Chmelnytsky geen vrede had kunnen onderhandelen als hij dat had gewild, wegens de boerenmassa's en 'Ruthenische (Russisch-Orthodoxe) priesters', die geen heren boven zich duldden en het 'Rutheense geloof' wilden verspreiden.

## Zalving
Sinds de Unie van Brest in 1596 werd de Orthodoxe Kerk door de Katholieke vervolgd en de Kozakken waren opgekomen als de verdedigers van de orthodoxie. Met Kerstmis 1648 in Kiev werd Chmelnytsky, na zijn triomfantelijke aankomst in de stad, door de patriarch van Jeruzalem, die op weg was naar Moskou, gezalfd en uitgeroepen tot 'tweede Constantijn' en 'bevrijder van zijn volk'. Zes jaar later werd Chmelnytsky door Macarius, Patriarch van Antiochië gezegend, die hem met Mozes vergeleek. Door deze titels en alle beeldspraak had Chmelnytsky vertrouwen genoeg om ten slotte zijn banden met Polen te verbreken. Hij werd gezien en zag zichzelf als 'Gods instrument' en zijn naam Bohdan, godsgeschenk, was veelzeggend genoeg. Zelden had een opstandeling zoveel steun van een gevestigde Kerk ontvangen.

## Protectoraat van Moskovië
Chmelnytsky had een onafhankelijke staat gevestigd. Maar Chmelnytsky was werelds genoeg om te beseffen, dat Oekraïne een aardse beschermheer nodig had, omgeven als ze was door hebzuchtige buurlanden. Moskovië kwam in aanmerking, vanwege de affiniteit met de geschiedenis van de taal en religie, maar Chmelnytsky hoopte dat te kunnen voorkomen. Hij kende Moskovië goed genoeg om te weten dat bescherming door de Tsaar problemen zou kunnen geven. Chmelnytsky verkoos het Ottomaanse Rijk als beschermer van Oekraïne, dat sterk genoeg was en bovendien ver genoeg op afstand lag, om overmatige inmenging te ontmoedigen. De Kozakken hadden een lange ervaring met de islamitische wereld, zodat ze er familiaal en met gemak mee konden omgaan. Maar Chmelnytsky werd gedwongen met Moskou in zee te gaan. In 1654 werd het Verdrag van Perejaslavl ondertekend, waarbij het Kozakken-Hetmanaat de tsaar als heer erkende en de tsaar de autonomie van het hetmanaat beloofde te respecteren. Chmelnytsky's twijfel werd bewaarheid, toen de moskovische afvaardiging bij het tekenen weigerde in naam van de tsaar te zweren het verdrag te respecteren, zeggende dat het de waardigheid van de tsaar als autocraat te na kwam om een bindende eed te zweren aan hen die hij aanbood te beschermen. Het was een teken aan de wand voor wat de toekomst in petto had.

## De stad
In het westen van Oekraïne, aan de rivier de Zuidelijke Boeg, in de historische regio Podolië, ligt de stad Chmelnytsky. Chmelnytsky werd gesticht in 1493 onder de naam Proskoeriv (Russisch: Proskoerov), maar werd in 1954 hernoemd ter ere van Bohdan Chmelnytsky.

## Twee ridderorden
Bohdan Chmelnytsky is een nationale held in Oekraïne. De Sovjet-Unie en het onafhankelijke Oekraïne noemden een onderscheiding, de Orde van Bogdan Chmelnitski uit 1943 en de Oekraïense Orde van Bohdan Chmelnytsky uit 1995, naar hem.